# Лихачі (Варгашинський район)
Лихачі́ (рос. Лихачи) — село у складі Варгашинського району Курганської області, Росія. Входить до складу Варгашинської селищної ради.
Населення — 498 осіб (2010, 630 у 2002).